# Енергія (жіночий футбольний клуб, Воронеж)
Жіночий футбольний клуб «Енергія» (Воронеж) або просто «Енергія» (рос. Женский футбольный клуб «Энергия» Воронеж) — російський жіночий футбольний клуб з міста Воронеж. Учасник жіночого чемпіонату Росії з футболу.

## Хронологія назв
- 1989—1999: «Енергія» (Воронеж)
- 2000—2001: «Енергія XXI століття» (Воронеж)
- 2002—2012: «Енергія» (Воронеж)

## Історія
Заснований у 1989 році, команда стартувала у новоствореній Першій лізі СРСР. У 1990 році клуб посів 8-е місце, наступного сезону виграв свою групу та плей-оф за участю переможців інших груп, завдяки чому здобув путівку до еліти радянського жіночого футболу. Проте після Розпаду СРСР «Енергія» отримала право стартувати в новоствореному чемпіонату Росії.
З 2000 по 2001 рік виступала під назвою «Енергія XXI століття» (завдяки головному спонсору), незабаром після цього почала фінансуватися національною енергетичною компанією. У період з 1995 по 2003 рік «Енергія» 5 разів вигравала національний чемпіонат, а в нечемпіонських роках — 2-е місце. Проте найбільшого успіху воронезький колектив досяг у національному кубку, де 7 разів ставав переможцем турніру (в тому числі два періоди, коли «Енергія» тричі поспіль завойовувала трофей). У сезонах 2004 та 2005 роках у Кубку УЄФА воронезька команда діставалася 1/4 фіналу, де поступалася шведському «Умеа» та німецькому «Турбіне» відповідно. 
Виступи в єврокубках поклали кінець «золотої епохи» клубу, оскільки через фінансові проблеми у 2005 році «Енергія» виступала в Першій лізі Росії. До еліти жіночого футболу Росії повернулася 2008 року, за підсумками сезону програла всі 16 матчів чемпіонату, проте через розформування «Надії» (Ногінськ) та СКА (Ростов) залишилася у Вищій лізі. Вже в 2009 році повернулася до верхньої частини турнірної таблиці чемпіонату, а в 2010 році кваліфікувалася до жіночої Ліги чемпіонів (в 1/8 фіналу «Енергія» поступилася іншому російському клубі, «Росіянці»), а в останньому турі чемпіонату-2009 року в боротьбі за друге місце обіграла фіналіста кубку УЄФА 2009 «Зірку» (Перм). Однак повернення до еліти російського футболу виявилося нетривалим, оскільки вже в червні 2012 року керівництво клубу розформувало команду та зняло клуб з усіх змагань.
У 2014 році у Воронежі створено команду ДЮСШ «Енергія».

## Досягнення
- Вища ліга Росії
  -  Чемпіон (5): 1995, 1997, 1998, 2002, 2003
  -  Срібний призер (6): 1994, 1996, 1999, 2000, 2001, 2010
  -  Бронзовий призер (3): 2004, 2009, 2011/12

- Кубок Росії
  -  Володар (7): 1993, 1995, 1996, 1997, 1999, 2000, 2001
  -  Фіналіст (4): 1994, 1998, 2003, 2010

- Кубок УЄФА
  - 1/4 фіналу (2): 2003/04, 2004/05

## Статистика виступів
| Сезон   | Дивізіон                | Місце            | Іг | В  | Н | П  | М     | О  | Кубок | УЄФА |
| ------- | ----------------------- | ---------------- | -- | -- | - | -- | ----- | -- | ----- | ---- |
| 1990    | Перша ліга СРСР, зона 1 | 8                | 22 | 6  | 6 | 10 | 16-28 | 18 | —     | —    |
| 1991    | Перша ліга СРСР         | 1                | 16 | 15 | 1 | 0  | 54-3  | 31 | 1/4   | —    |
| 1992    | Вищий дивізіон          | 6                | 28 | 15 | 5 | 8  | 29-19 | 35 | 1/16  | —    |
| 1993    | Вищий дивізіон          | 6                | 22 | 12 | 3 | 7  | 50-24 | 27 | П     | —    |
| 1994    | Вищий дивізіон          |                  | 22 | 16 | 3 | 3  | 71-12 | 35 | Ф     | —    |
| 1995    | Вищий дивізіон          |                  | 22 | 20 | 1 | 1  | 99-11 | 61 | П     | —    |
| 1996    | Вищий дивізіон          |                  | 22 | 20 | 0 | 2  | 87-6  | 60 | П     | —    |
| 1997    | Вищий дивізіон          |                  | 18 | 17 | 1 | 0  | 63-3  | 52 | П     | —    |
| 1998    | Вищий дивізіон          |                  | 16 | 14 | 2 | 0  | 55-3  | 44 | Ф     | —    |
| 1999    | Вищий дивізіон          |                  | 20 | 14 | 4 | 2  | 45-34 | 42 | П     | —    |
| 2000    | Вищий дивізіон          |                  | 16 | 13 | 1 | 2  | 60-6  | 40 | П     | —    |
| 2001    | Вищий дивізіон          |                  | 24 | 16 | 2 | 6  | 44-19 | 50 | П     | —    |
| 2002    | Вищий дивізіон          |                  | 18 | 14 | 4 | 0  | 50-7  | 46 | 1/2   | —    |
| 2003    | Вищий дивізіон          |                  | 14 | 10 | 3 | 1  | 39-10 | 33 | Ф     | 1/4  |
| 2004    | Вищий дивізіон          |                  | 18 | 8  | 7 | 3  | 34-12 | 31 | 1/4   | 1/4  |
| 2005    | Перший дивізіон         | 1                | 14 | 11 | 2 | 1  | 64-9  | 35 | 1/4   | —    |
| 2006    | Перший дивізіон         | 1                | 10 | 8  | 2 | 0  | 49-5  | 26 | 1/4   | —    |
| 2007    | Перший дивізіон         | 1                | 14 | 12 | 0 | 2  | 55-7  | 36 | 1/8   | —    |
| 2008    | Вищий дивізіон          | 7                | 16 | 0  | 0 | 16 | 3-49  | 0  | 1/4   | —    |
| 2009    | Вищий дивізіон          |                  | 12 | 7  | 0 | 5  | 21-16 | 21 | 1/2   | —    |
| 2010    | Вищий дивізіон          |                  | 24 | 15 | 2 | 7  | 59-29 | 47 | Ф     | —    |
| 2011/12 | Вищий дивізіон          |                  | 28 | 17 | 3 | 8  | 66-25 | 54 | 1/2   | 1/8  |
| 2012/13 | Другий дивізіон         | 2                | 4  | 2  | 1 | 1  | 4-3   | 7  | —     | —    |
| 2013    | Перший дивізіон         | 3 (зона Південь) | 12 | 7  | 1 | 4  | 24-20 | 22 | —     | —    |
| 2014    | Другий дивізіон         | 1 (фінал)        | 5  | 5  | 0 | 0  | 16-2  | —  | —     | —    |

### У єврокубках
| Сезон   | Змагання            | Раунд                | Результат | Суперник               | Автори голів                                                          |
| ------- | ------------------- | -------------------- | --------- | ---------------------- | --------------------------------------------------------------------- |
| 2003–04 | Кубок УЄФА          | Груповий етап        | 11–0      | «Феміна»               | Морозова 3, Зінченко 3, Скотнікова 2, Струкова 2, Тєрєхова            |
|         |                     |                      | 0–0       | «Фороні» (Верона)      |                                                                       |
|         |                     |                      | 13–0      | «Осієк»                | Зінченко 5, Данілова 3, Дегай, Морозова, Саєнко, Шмачкова, Степаненко |
|         |                     | 1/4 фіналу           | 1–2, 1–2  | «Умеа»                 | Данілова, Ситнікова                                                   |
| 2004–05 | Кубок УЄФА          | Кваліфікаційний етап | 13–0      | «Скіпонят»             | Горбачова 4, Бенсон 3, Зварич 3, Апанащенко, Букашкіна, Кожнікова     |
|         |                     |                      | 11–0      | «Гінтра Універсітетас» | Зінченко 4, Апанащенко 2, Тєрєхова 2, Бенсон, Горбачовв, Ламтюгіна    |
|         |                     |                      | 3–0       | «Гемрюкчу» (Баку)      | Тєрєхова 2, Апанащенко                                                |
|         |                     | Груповий етап        | 1–1       | «Бронбю»               | Зінченко                                                              |
|         |                     |                      | 1–1       | «Трондхейм-Ерн»        | Босікова                                                              |
|         |                     |                      | 4–1       | «Алма КТЖ»             | Растеттер 3 + 1 а.г.                                                  |
|         |                     | 1/4 фіналу           | 1–1, 1–4  | «Турбіне» (Потсдам)    | Босікова, Растеттер                                                   |
| 2011–12 | Ліга чемпіонів УЄФА | 1/16 фіналу          | 1–1, 4–2  | «Брістоль Академі»     | Конті 2, Машина 2, Букуете                                            |
|         |                     | 1/8 фіналу           | 0–4, 3–3  | Росіянка               | Данілова, Огбіагбева, Тєрєхова                                        |

## Відомі гравчині
- Олеся Машина
- Емуедже Огбіагбева
- Юлія Ємельянова
- Людмила Пекур
- Вероніка Шульга
- Ірина Зварич
- Дженні Бенсон
- Марина Саєнко